# 小学生パティシエ選手権
小学生パティシエ選手権（しょうがくせいパティシエせんしゅけん）は、2005年より開催されている、小学1～6年生を対象としたお菓子作りコンクール。

## 実施内容
自分の「夢」をテーマにした、オリジナルの菓子の絵、または実際に製作した菓子の写真を提出。書類選考で入賞者50名を選定、そのうち上位10名は、毎年8月に東京で行われる決勝大会で実際に菓子を製作する。優勝者は、フランスの料理学校ル・コルドン・ブルーのパリ本校で(現在は、オーストラリア)菓子作りを学ぶことが出来る。
- 主催 - 小学生パティシエ選手権実行委員会
- 後援 - 女子栄養大学、朝日新聞社、朝日学生新聞社、文部科学省、農林水産省（農水省・文科省は第5回より）
- 協賛 - サンリオ、タカラトミー、日本製粉、三井製糖、三井物産、ル・コルドン・ブルー・パリ
- イメージキャラクター - シュガーバニーズ